# Oppidum de Gondole
Pour les articles homonymes, voir Gondole (homonymie).
L'oppidum de Gondole est le site archéologique d'un ancien oppidum gaulois situé dans la commune du Cendre, dans le département du Puy-de-Dôme, en France.

## Situation
Le site de Gondole se trouve dans la commune du Cendre, à la limite sud de l’agglomération de Clermont-Ferrand, à la lisière des zones urbanisées de Cournon et du Cendre.
Il occupe un éperon qui surplombe d’une vingtaine de mètres les vallées adjacentes de l'Allier et de son affluent l'Auzon. Les pentes sont fortes sur ces deux flancs (respectivement à 13 et 30 %) alors que, vers le sud-ouest, le terrain s’élève selon une pente régulière d’un peu plus de 1 %. C’est sur ce dernier côté qu’ont été édifiés une fortification massive, un fossé et un talus, qui barrent sur 600 m de longueur cet éperon naturel.

## Contexte
L'oppidum de Gondole est, avec les oppidums voisins de Gergovie et de Corent, l'une des trois agglomérations des Arvernes à la fin de l'époque de La Tène D2. Une large voie bordée de palissades reliait alors Gondole à Gergovie.

## Description
Les fouilles et prospections ont révélé le rempart de l'oppidum, des activités artisanales dans un quartier situé hors du rempart et des sépultures parfois exceptionnelles, en particulier une tombe regroupant simultanément huit hommes et huit chevaux.
L'oppidum délimité par le rempart avait une surface interne de 28 hectares, mais la totalité du site couvre 70 ha si l'on tient compte des occupations extra-muros.

## Vestiges archéologiques
Des objets militaires romains ont été découverts sur le site dans un contexte qui laisse penser, pour certains, à des opérations violentes.
Le site fut abandonné avant les années 30 à 20 av. J.-C.

## Protection
Le site a été inscrit au titre des monuments historiques en 2009.